# Angelica shikokiana
Angelica shikokiana är en flockblommig växtart som beskrevs av Tomitaro Makino och Yoshitaka Yabe. Angelica shikokiana ingår i släktet kvannar, och familjen flockblommiga växter. Inga underarter finns listade i Catalogue of Life.